# Lethrinus olivaceus
Espèce
Le bec de cane à long museau (Lethrinus olivaceus) est une espèce de poissons marins appartenant à la famille des Lethrinidae.

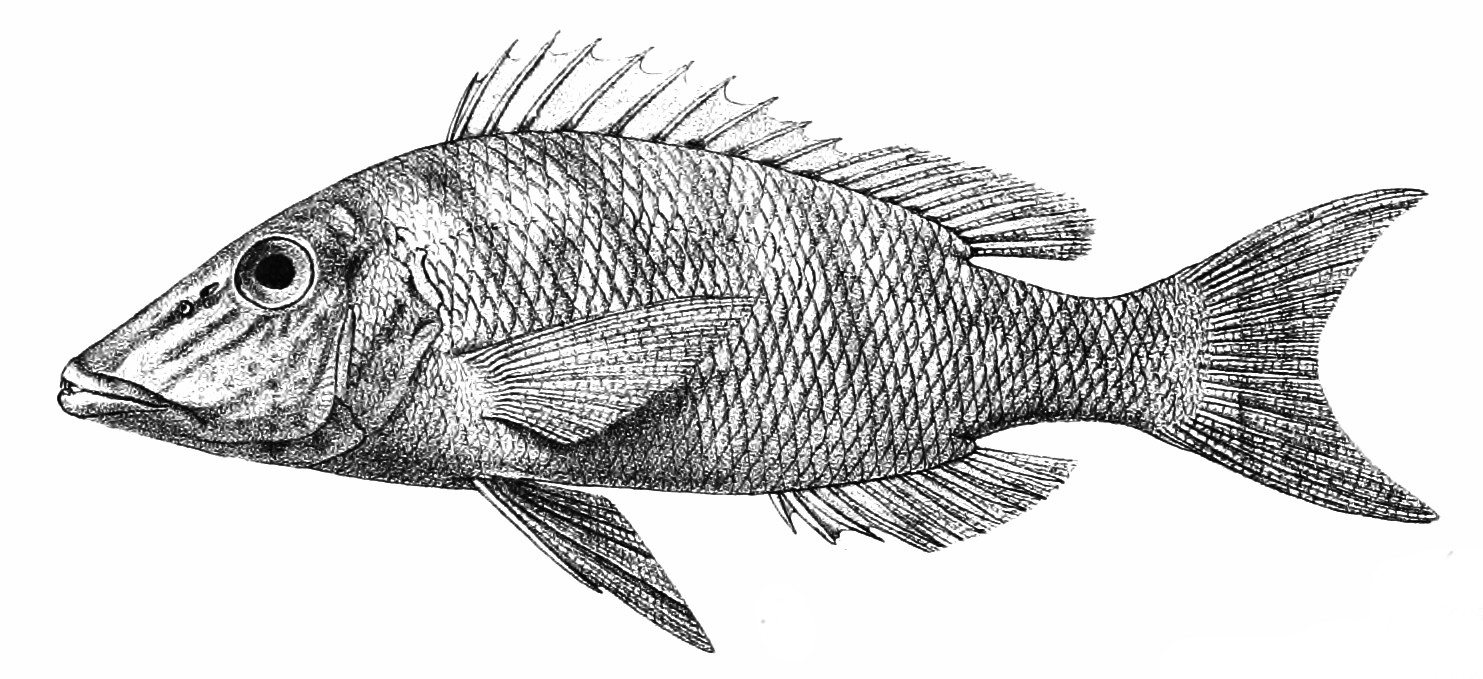
Dessin naturaliste
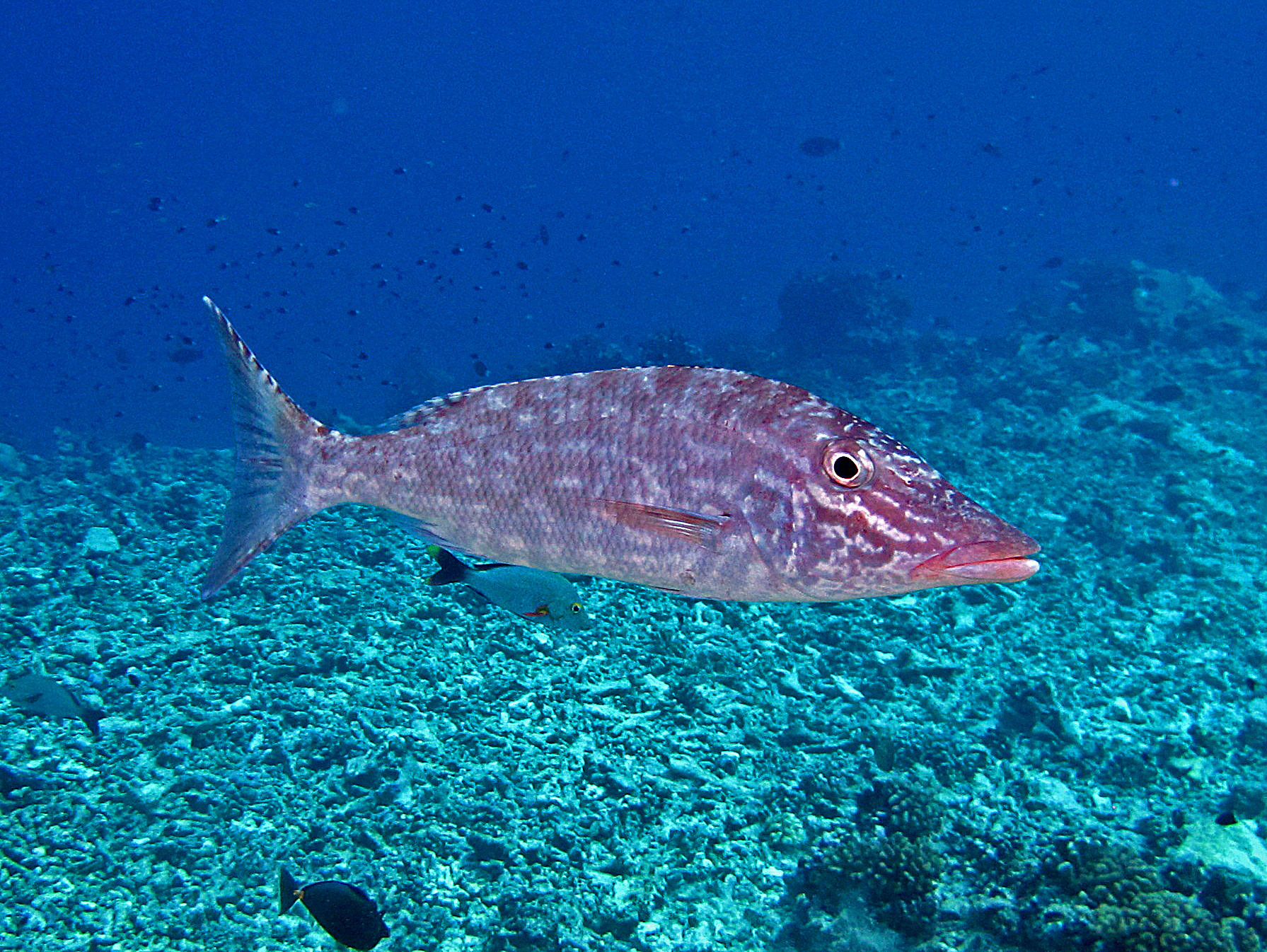
Livrée de stress